# Iulia-Ionela Ionicǎ
Iulia-Ionela Ionicǎ (ur. 4 lipca 1980 w Bukareszcie) – rumuńska szachistka, arcymistrzyni od 2008 roku.

## Kariera szachowa
W latach 1992–2000 wielokrotnie reprezentowała Rumunię na mistrzostwach świata i Europy juniorek w różnych kategoriach wiekowych, kilka razy zajmując miejsca w pierwszej dziesiątce. Była również wielokrotną uczestniczką finałów indywidualnych mistrzostw kraju, w których zdobyła 4 medale: złoty (2001), srebrny (2007) oraz dwa brązowe (2004, 2006).
Normy na tytuł arcymistrzyni wypełniła w Barze (2004), Amarze (2007, mistrzostwa Rumunii, II m. za Coriną-Isabelą Peptan) oraz w Rijece (2008, II m. za Maríą Caroliną Luján). Do innych jej międzynarodowych sukcesów należą m.in. III m. w Bukareszcie (1999, za Adiną-Marią Bogzą i Swietłaną Pietrenko), I m. w Bukareszcie (2003) oraz dz. II m. w Rijece (2005, za Reginą Pokorną, wspólnie z Rajną Sargac).
Najwyższy ranking w dotychczasowej karierze osiągnęła 1 kwietnia 2004 r., z wynikiem 2295 punktów zajmowała wówczas 7. miejsce wśród rumuńskich szachistek.